# Ale (Dokumentarfilm)
Ale ist ein dokumentarischer Coming-of-Age-Film über eine junge Schweizerin die Wrestlerin werden möchte. Der Film ist auch unter dem Fernsehtitel Ale – Fallen, Aufspringen und Weiterringen bekannt.

## Inhalt
Ale ist die Kurzform für Alessandra, so nennt die Mutter ihre 19-jährige Tochter, die unter Mobbing und Ausgrenzung leidet und glaubt, im Wrestling-Sport einen Weg zu mehr Selbstbewusstsein zu finden. Sie trainiert, rennt trotz Asthma die Treppen zum Trainingsraum im Dachstock immer wieder hinauf, lässt sich endlos auf den Rücken knallen. In der Wrestlingschule findet sie Stärke und die «Familie» die ihr oft gefehlt hat. US-Wrestling-Legende Tatanka unterstützt die Gruppe bei der Entwicklung des eigenen Wrestling-Charakters, dem «Gimmick». Auf der Suche nach dieser Ringfigur, die Alessandra beim Kampf verkörpern wird, begibt sie sich auch auf eine innere Suche nach sich selbst. Sie spricht über Mobbingerlebnisse, die problematische Beziehung zu ihrem Vater und befragt ihre Mutter, die vor Jahren aus Kamerun in die Schweiz migriert ist. Doch auf dem Weg zur vollwertigen Wrestlerin verändert sich Alessandras Leben auf unerwartete Weise, welche sie dazu zwingt, schneller erwachsen zu werden als erwartet.

## Veröffentlichung
Der Schweizer Kinostart war ursprünglich für den Frühling 2020 vorgesehen. Musste aber wegen der COVID-19-Pandemie um 16 Monate verschoben werden. Der Film feierte seine Weltpremiere am 24. Oktober 2020 beim Austin Film Festival. Die Schweizer Premiere war am 20. Januar 2021 an den Solothurner Filmtagen. Der Kinostart in der Schweiz erfolgte schliesslich am 2. September 2021.
Am 9. Juni 2022 erschien die DVD und Blu-ray im Schweizer Handel. Die Erstausstrahlung im Fernsehen erfolgte dann am 10. Juli 2022 auf SRF. Am 15. Januar 2024 wurde der Dokumentarfilm von ARTE für die The European Collection ausgewählt. Eine Themenreihe mit ausgewählten Dokumentarfilmen und Reportagen, die eine europäische Perspektive auf drängende Fragen unserer Zeit aufzeigen soll. Diese kuratierte Kollektion ist ein gemeinsames Projekt von ARTE, ARD, ZDF, France Télévisions, RTBF und SRG SSR.

## Auszeichnungen (Auswahl)
- Austin Film Festival 2020: Nominiert für den Jury Award (Documentary Feature)[11]
- Austin Film Festival 2020: Nominiert für den Audience Choice Award (Documentary Feature)[11]
- Solothurner Filmtage 2021: Nominiert für den Prix du Public[12]
- Snowdance Independent Film Festival 2021: Bester Dokumentarfilm[13]

## Kritiken
„Dem Regisseur O'Neil Bürgi gelingt es, diese nach Halt und Orientierung sehnende junge Frau nicht exemplarisch für andere Jugendliche mit Migrationshintergrund zu zeigen, sondern sie ganz für sich selbst stehen zu lassen.“

„Der Film ist mutig, schneidet die ganz grossen Themen im Leben an. Erwachsenwerden, Bildung, Arbeit, Feminismus, Beziehung, Herkunft, Rassismus. Und schliesslich geht es auch darum, dass im Leben manchmal alles ganz anders kommt, als man es geplant hat (...) In Alessandras Geschichte geht es auch um Ausgrenzung, um Mobbing. Das wohl nicht zuletzt auch rassistisch motiviert war. Laut Bürgi sei Rassismus zwar eines der Themen, aber es sei kein Film über Rassismus. «Für mich ist eine gute Geschichte nicht abhängig von Gender, Nationalität oder Hautfarbe. Trotzdem ignoriere ich die Themen nicht.» Vielmehr streife er Rassismus, Mobbing oder Feminismus, weil sie wichtig sind für Alessandras Geschichte: «Es sind alles Einzelteile und Aspekte, die ein Teil ihrer Reise sind, die sie in diesem Film macht. Darum spielt das alles mit in diesem dokumentarischen Coming of Age Narrativ.» Der Film hat eine Vielschichtigkeit, behandelt und streift verschiedene grosse und aktuelle Themen. Allerdings ohne sie zu bewerten oder zu gewichten. Das ist eine der Qualitäten des Films.“

„Der Film ist keinesfalls ein Sportdrama geworden, sondern im Grundsatz eine Betrachtung der Mutter-Tochter-Beziehung. Alessandra muss nicht nur ihre Teilheimat Kamerun, das Schweizer Mittelland und die schulische Ausbildung balancieren, sondern ihrer Mutter gerecht werden. Das verlangt viel Selbstfindung und Reflektion, was mit rohen Aufnahmen und den geführten Interviews gut eingefangen wurde. Ohne reisserische Montage, ohne offensichtlich konstruierte Elemente: Ale ist ein Portrait einer Frau, die das eigene Leben in Angriff nimmt und nach Ruhe im Ich sucht.“

„Gerade in den emotionalen Momenten kommt der Film seiner Protagonistin beeindruckend nahe.“